# Ann Zhang
Ann Zhang  (* 21. Juni 1957 in Peking) ist eine chinesische Shorttrack-Trainerin, die seit 1996 Trainerin des australischen Shorttracknationalteams ist.
Die Trainerkarriere der in Brisbane lebenden Zhang in Australien begann als Juniorentrainerin der Auswahl von New South Wales im Jahr 1992. Vier Jahre später wurde sie zur australischen Nationaltrainerin befördert. Zu jener Zeit waren der Shorttrack-Abteilung des Landes bereits beachtliche Erfolge gelungen, unter anderem die erste Medaille für Australien bei Olympischen Winterspielen, eine Bronzemedaille in der Staffel bei den Spielen in Lillehammer 1994. Nach der Übernahme des Teams durch Zhang konnte ein australischer Shorttracker bereits im Jahr 1996 Vierter im Shorttrack-Weltcup werden. Die größten Erfolge gelangen Zhang als Trainer allerdings bei den Olympischen Spielen. Während die Staffel, die sich 1998 für diese qualifiziert hatte, die Medaille nicht verteidigte, nahm die Shorttrack-Delegation 2002 sehr erfolgreich an den Spielen in Salt Lake City teil. Sehr überraschend errang Steven Bradbury die erste olympische Goldmedaille für sein Land, außerdem erreichte die Staffel immerhin den sechsten Platz. Wiederum vier Jahre später in Turin misslang ein weiteres Top-Resultat bei den Einzelrennen, dafür wurde die Staffel erneut Sechste.